# Stolperschwelle in Glinde
Die Stolperschwelle in Glinde enthält die Stolperschwelle, die im Rahmen des Projekts Stolpersteine von Gunter Demnig in Glinde am 6. März 2014 verlegt wurde. Mit ihr soll an Opfer des Nationalsozialismus erinnert werden, die in Glinde lebten und wirkten.
| Schwelle  | |
| Inschrift | ERINNERT EUCH – VERGESST NIEMALS ARBEITSLAGER WIESENFELD FÜR DAS KURBELWELLENWERK HAMBURG IM GEDENKEN AN DIE OPFER DER ZWANGSARBEIT 1942–1945 |
| Ort       | Eichloh Ecke Holstenkamp · |

## Verlegedatum
- 6. März 2014[1]